# НХЛ у сезоні 1948—1949
НХЛ у сезоні 1948/1949 — 32-й регулярний чемпіонат НХЛ. Сезон стартував 13 жовтня 1948. Закінчився фінальним матчем Кубка Стенлі 16 квітня 1949 між Торонто Мейпл-Ліфс та Детройт Ред-Вінгс перемогою «Мейпл-Ліфс» 3:1 в матчі та 4:0 в серії. Це восьма перемога в Кубку Стенлі Торонто.

## Матч усіх зірок НХЛ
2-й матч усіх зірок НХЛ пройшов 3 листопада 1948 року в Торонто: Торонто Мейпл-Ліфс — Усі зірки 1:3 (0:0, 1:3, 0:0).

## Підсумкова турнірна таблиця
| # | Команда            | І  | В  | П  | Н  | ШЗ  | ШП  | Очки |
| - | ------------------ | -- | -- | -- | -- | --- | --- | ---- |
| 1 | Детройт Ред-Вінгс  | 60 | 34 | 19 | 7  | 195 | 145 | 75   |
| 2 | Бостон Брюїнс      | 60 | 29 | 23 | 8  | 178 | 163 | 66   |
| 3 | Монреаль Канадієнс | 60 | 28 | 23 | 9  | 152 | 126 | 65   |
| 4 | Торонто Мейпл-Ліфс | 60 | 22 | 25 | 13 | 147 | 161 | 57   |
| 5 | Чикаго Блек Гокс   | 60 | 21 | 31 | 8  | 173 | 211 | 50   |
| 6 | Нью-Йорк Рейнджерс | 60 | 18 | 31 | 11 | 133 | 172 | 47   |

## Найкращі бомбардири
| Гравець      | Команда                            | І  | Г  | П  | О  | ШХ |
| ------------ | ---------------------------------- | -- | -- | -- | -- | -- |
| Рой Конахер  | Чикаго Блек Гокс                   | 60 | 26 | 42 | 68 | 8  |
| Даг Бентлі   | Чикаго Блек Гокс                   | 60 | 23 | 43 | 66 | 38 |
| Тед Ліндсей  | Детройт Ред-Вінгс                  | 50 | 26 | 28 | 54 | 97 |
| Сід Абель    | Детройт Ред-Вінгс                  | 60 | 28 | 26 | 54 | 49 |
| Джим Конахер | Чикаго Блек Гокс/Детройт Ред-Вінгс | 59 | 26 | 23 | 49 | 43 |
| Пол Ронті    | Бостон Брюїнс                      | 60 | 20 | 29 | 49 | 11 |

## Плей-оф

### Півфінали
| - 22 березня. Монреаль - Детройт 1:2 ОТ - 24 березня. Монреаль - Детройт 4:3 ОТ - 26 березня. Детройт - Монреаль 2:3 - 29 березня. Детройт - Монреаль 3:1 - 31 березня. Монреаль - Детройт 1:3 - 2 квітня. Детройт - Монреаль 1:3 - 5 квітня. Монреаль - Детройт 1:3 Серія: Детройт - Монреаль 4-3 | - 22 березня. Торонто - Бостон 3:0 - 24 березня. Торонто - Бостон 3:2 - 26 березня. Бостон - Торонто 5:4 ОТ - 29 березня. Бостон - Торонто 1:3 - 30 березня. Торонто - Бостон 3:2 Серія: Торонто - Бостон 4-1 |

### Фінал
- 8 квітня. Торонто - Детройт 3:2
- 10 квітня. Торонто - Детройт 3:1
- 13 квітня. Детройт - Торонто 1:3
- 16 квітня. Детройт - Торонто 1:3

Серія: Детройт - Торонто 0-4
Найкращий бомбардир плей-оф
| Гравець   | Клуб              | І  | Г | П | О  |
| --------- | ----------------- | -- | - | - | -- |
| Горді Хоу | Детройт Ред-Вінгс | 11 | 8 | 3 | 11 |

## Призи та нагороди сезону
| Нагороди                 | Гравець        | Команда            |
| ------------------------ | -------------- | ------------------ |
| Пам'ятний трофей Колдера | Пентті Лунд    | Нью-Йорк Рейнджерс |
| Трофей Арта Росса        | Рой Конахер    | Чикаго Блек Гокс   |
| Пам'ятний трофей Гарта   | Сід Абель      | Детройт Ред-Вінгс  |
| Приз Леді Бінг           | Білл Квакенбуш | Детройт Ред-Вінгс  |
| Трофей Везини            | Білл Дернан    | Монреаль Канадієнс |

| Нагорода               | Клуб               |
| ---------------------- | ------------------ |
| Приз принца Уельського | Детройт Ред-Вінгс  |
| Приз О'Брайна          | Детройт Ред-Вінгс  |
| Кубок Стенлі           | Торонто Мейпл-Ліфс |

## Команда всіх зірок
| Перша команда                   | Позиція              | Друга команда                   |
| ------------------------------- | -------------------- | ------------------------------- |
| Білл Дернан, Монреаль Канадієнс | Воротар              | Чак Рейнер, Нью-Йорк Рейнджерс  |
| Білл Квакенбуш, Бостон Брюїнс   | Захисник             | Глен Гермон, Монреаль Канадієнс |
| Джек Стюарт, Детройт Ред-Вінгс  | Захисник             | Кен Ріардон, Монреаль Канадієнс |
| Сід Абель, Детройт Ред-Вінгс    | Центральний нападник | Даг Бентлі, Чикаго Блек Гокс    |
| Моріс Рішар, Монреаль Канадієнс | Правий нападник      | Горді Хоу, Детройт Ред-Вінгс    |
| Рой Конахер, Чикаго Блек Гокс   | Лівий нападник       | Тед Ліндсей, Детройт Ред-Вінгс  |